# Немецкие топонимы
Немецкие топонимы — названия географических объектов, содержащие немецкоязычные форманты. Чаще всего за пределами немецкоязычных территорий они свидетельствуют о наличии немецких колоний. В России немецкие топонимы могут свидетельствовать о подражании немецкой культуре в начале XVIII века: Шлиссельбург (1702), Санкт-Петербург (1703), Кронштадт (1704), Петергоф (1705), Екатеринбург (1723) и Оренбург (1734).
Немецкие топонимы, как правило, имеют два корня. Первый корень может означать цвет: чёрный (шварц-), белый (вайс-) или зелёный (грюн-). Второй корень может означать гору (-берг), лес (-вальд), поле (-фельд), ручей (-бах) или долину (-таль). Например, Кёнигсберг («королевская гора»), Шварцвальд («чёрный лес») или Грюнвальд («зелёный лес»), Розенфельд («розовая поляна»), Розенбах («розовый ручей») и Розенталь («розовая долина»).
Чаще всего распространены ойконимы. Второй корень в них указывает на двор (-хоф), деревня (-дорф), крепость (-бург), город (-штадт) или мост (брюгге). Первый корень при этом может указывать на имя собственное. От немецкого имени Карл производны Карсдорф, Карлсбург или Карлштадт, а от имени общехристианского имени Мария — Мариенхоф, Мариендорф, Мариенбург.
Часто ойконимы содержат указание на время старый (альт-) или новый (нойен-): Альтштадт («старый город») и Нойенбург («новый замок»)
Существуют и одноосновные ойконимы, которые оканчиваются на -ау: например, Грюнау.